# جوستين جونسون
جوستين جونسون (بالهولندية: Justin Johnson)‏ (27 أغسطس 1996 لاهاي هولندا - ) هو لاعب كرة قدم هولندي يلعب كمهاجم.

## روابط خارجية
- جوستين جونسون على موقع قاعدة بيانات كرة القدم.إي يو (الإنجليزية)
- جوستين جونسون على موقع Soccerbase.com (لاعب) (الإنجليزية)
- جوستين جونسون على موقع Soccerway.com (الإنجليزية)